# Парк культури та відпочинку імені Івана Франка (Чортків)
Парк культури та відпочинку імені Івана Франка (раніше — Комсомольський) — громадський парк у місті Чорткова. Розташований біля річки Серет.
Площа парку — ? га.

## Історія
Створення його почалося з кінця 50-х — початку 60-х рр. минулого століття. Відкритий 1955 року. Станом на 70-ті — 80-ті рр. він вже мав більш-менш пристойний вигляд.
19 березня 2016 року мешканці та влада міста відновили куточок природи у парку та зробити його зоною відпочинку. Згідно рішення Чортківської міської ради від 24 травня 2016 року № 222 створено комунальне підприємство «Парковий культурно-спортивний комплекс» з метою забезпечення благоустрою та утримання в належному стані парку, яке розпочало свою роботу 7 липня 2016 року.
У 2018 році відбулася реконструкція пішохідної зони, ремонт фонтану, сходів та пандусу.

## Масові заходи
У парку відбуваються святкові концерти.